# Північний полюс-1
Дрейфуюча станція «Північний полюс-1» («Северный полюс», «Северный полюс-1», «СП», «СП-1») - перша в світі  радянська полярна науково-дослідницька дрейфуюча станція.

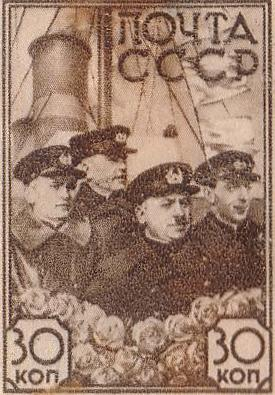
Учасники експедиції "Північний полюс-1" на борту пароплава "Таймир". Поштова марка СРСР. 1938

Висадка експедиції на лід була виконана 21 травня 1937 року. Офіційне відкриття станції відбулося 6 червня [1937 року (поблизу  Північного полюсу), коли крижину покинули літаки, які доставили полярників і обладнання. Склад: керівник станції  Іван Дмитрович Папанін, метеоролог і геофізик  Євген Костянтинович Федоров, радист  Ернст Теодорович Кренкель, гідробіолог і океанограф  Петро Петрович Ширшов.
Створена в районі Північного полюса станція «Північний полюс» через 9 місяців дрейфу (274 дня) на південь була винесена в Гренландське море, крижина проплила більше 2000 км.
Криголамні пароплави «Таймир» та «Мурман» зняли четвірку зимівників 19 лютого 1938 року за 70-ю широтою, в декількох десятках кілометрів від берегів  Гренландії.

## Підготовка
13 лютого 1936 року в  Кремлі на нараді про організацію транспортних польотів  Отто Юлійович Шмідт виклав розроблений план повітряної експедиції на Північний полюс і заснування станції в його районі.  Сталін і  Ворошилов на підставі плану прийняли урядову постанову, що доручала Головному Управлінню  Північного морського шляху організувати в 1937 році експедицію в район Північного полюса і доставити туди на літаках обладнання наукової станції і зимівників. Керівництво поклали на Шмідта.

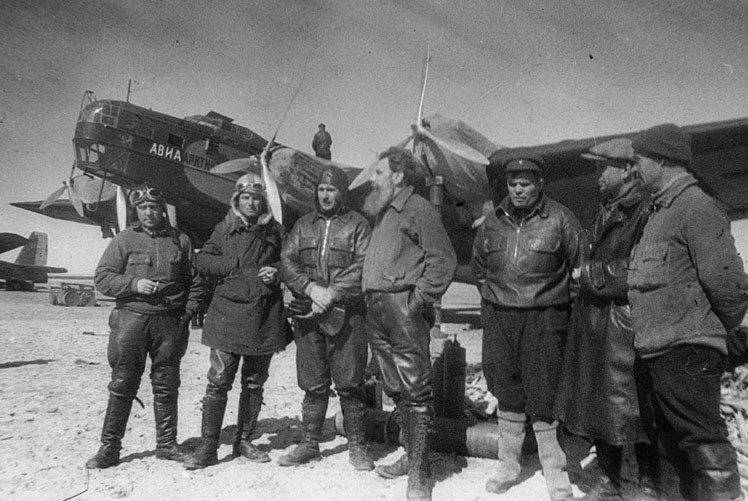
Керівник і пілоти літаків експедиції Північний Полюс 1 (зліва направо): І. Т. Спірін, М. І. Шевельов, М. С. Бабушкін, О. Ю. Шмідт, М. В. Водоп'янов, А. Д. Алексєєв, В. С. Молоков

Для вибору місця (аеродрома) створення проміжної бази для штурму полюса на  о. Рудольфа ( Землі Франца-Йосипа) навесні 1936 року в розвідку відправилися льотчики Водоп'янов і Махоткин. У серпні туди попрямував криголамний пароплав «Володимир Русанов» (начальник експедиції  І. Д. Папанін) з вантажем для будівництва нової полярної станції і обладнання аеродрому. На станції о.  Рудольфа залишилося 24 людини, Папанін повернувся в Москву.
Намет для житлового табору будував московський завод «Каучук». Її каркас зроблений з алюмінієвих труб, що легко розбираються ; стіни - брезентові, між ними прокладено два шари  гагачого пуху, підлога - гумова, надувна. До намету прибудований тамбур.
Центральна радіолабораторія в  Ленінграді виготовила дві  радіостанції - потужну на 80 ват і 20-ватну аварійну. Основним джерелом живлення служили 2 комплекти лужних акумуляторів, що заряджалися від невеликого вітряка або від  динамо легкого бензинового двигуна (мався і движок з ручним приводом). Все обладнання, починаючи від антени і закінчуючи найдрібнішими запасними деталями, було зроблено за умови особистого нагляду Кренкеля, і при безпосередньому керівництві радіотехніка Миколи Миколайовича Стромілова. Вага всього радіообладнання укладалася в півтони.
За спеціальними кресленнями суднобудівний завод ім. Каракозова (Ленінград) побудував спеціальні нарти з  ясена, вони важили 20 кг. Інститут Інженерів громадського харчування приготував для зимівників запаси продуктів харчування на півтора року вагою близько 5 тонн.
Зимівники не брали з собою лікаря, його обов'язки були покладені на Ширшова.
13 лютого 1937 року на засіданні в Кремлі (брали участь Сталін,  Молотов,  Каганович, Ворошилов, Орджонікідзе,  Мікоян,  Єжов) Шмідт звітує про виконану роботу і про підбір учасників експедиції. Уряд дав згоду на участь в експедиції самого Шмідта.
Ескадра повітряної експедиції складалася з 4 чотиримоторних літаків  АНТ-6-4М-34Р «Авіаарктіка» і двомоторного розвідника Р-6 (АНТ-7).
Зам. Шмідта - начальник Полярної авіації (заст. нач. Головпівнморшляху)  Марк Іванович Шевельов. Командир льотного загону - Герой Радянського Союзу Михайло Васильович Водоп'янов, флагштурман експедиції - Герой Радянського Союзу комбриг  Іван Тимофійович Спірін.
Флагманський літак вів Водоп'янов (другий пілот -  М. С. Бабушкін). Другим літаком керував Герой Радянського Союзу комбриг  Василь Сергійович Молоков. Третім -  Анатолій Дмитрович Алексєєв. Четвертим -  Ілля Павлович Мазурук. Літаком-розвідником -  Павло Георгійович Головін. На етапі розвідки експедиції допомагав літак  Р-5 полярної авіації, ним керував льотчик  Л. Г. Крузе .
Синоптик експедиції -  Борис Львович Дзердзеєвський. Спеціальний кореспондент газети «Известия» Е. Віленський (шеф-кухар екіпажу Алексєєва). Кінооператор експедиції -  Марк Трояновський.

## На штурм полюсу
- 22 березня з Московського аеродрому повітряна ескадра піднялася в повітря - через 5 годин - посадка на аеродромі в 27 км від Архангельська. Колісне шасі було змінено на лижне.
- 30 березня переліт в Нарьян-Мар[2] (аеродром — лід на річці Печора).
- 12 квітня: за планом експедиції літаки повинні були вилетіти прямо на  о. Рудольфа, але розкислий аеродром не дав злетіти повністю завантаженим машинам, довелося злити паливо. Приземлилися на станції Маточкін Шар (Нова Земля).
- 19 квітня дісталися до о. Рудольфа.
- 4 травня політ Головіна до полюса (екіпаж:  штурман - Волков; механіки - Кекушев, Терентьєв; радист - Стромілов). Об 11:23 літак піднявся в повітря - о 16:32 досяг полюса (полюс був закритий суцільний низькою хмарністю) - о 22:45 приземлилися на  о. Рудольфа. В ході наради за результатами польоту Шмідтом було прийнято рішення послати спочатку тільки один 4-моторний літак флагмана на полюс, а вже по його радіомаяку навести на посадку інші.
- 12 травня на розвідку на полюс полетів Дзердзеєвський з льотчиком Крузе на літаку Р-5. Основним завданням польоту було дослідження атмосфери. Через суцільну хмарність літак втратив орієнтири і, коли паливо кінчалося, льотчик посадив його наосліп на лід. Посадка була вдалою, але палива залишалося на 20 хвилин.  П. Г. Головін на Р-6 доставив в район посадки паливо, їжу та теплі речі. Вони просиділи на крижині п'ять днів в очікуванні погоди і 17 травня повернулися на острів Рудольфа [1].
- О 4:52 21 травня в повітря піднялася машина Водоп'янова, на борту: Шмідт, Водоп'янов, Бабушкін, Спірін, Басейн, Морозов, Пєтєнін, Іванов, Папанін, Кренкель, Ширшов, Федоров, Трояновський. На всьому протязі польоту підтримувався радіозв'язок, уточнювалася погода і характер крижаного покриву. Під час польоту сталася аварія: у верхній частині радіатора 3-го мотора утворилася тіч на фланці, стала випаровуватися охолоджуюча рідина (антифриз). Морозову і Петеніну довелося розрізати обшивку крила і підкладати ганчірку, яка вбирала рідину, вичавлювати її в відро, а з нього насосом перекачувати в бачок мотора. Цю операцію механікам доводилося проводити висовуючи голі руки з крила при -20 ° C і стрімкому вітрі (механіки виконували цю роботу до самої посадки). О 10:50 досягли полюса. 11:12 зв'язок раптово обірвався. ( «...у Сіми згоріла машинка...») Тепер командиром авіазагону призначили Молокова, головним штурманом - Рітсланда. При посадці літака на полюс вперше було використано гальмівний парашут.
- 25 травня старт залишилася групи літаків. О 5:25 літак Молокова досяг полюса. Незабаром його машина знайшла стоянку Водоп'янова і приземлилася поруч. Решта літаки не змогли знайти табір, їм довелося зупинитися біля полюса. Екіпаж Алексєєва виявився до полюса ближче всіх - всього 8 км, вони негайно зв'язалися з Молоковим. З Мазуруком зв'язок обірвався на дві доби.
- 27 травня літак Алексєєва дістався до тієї ж крижини, що і Водоп'янов з Молоковим.
- 28 травня зимівники закінчили збірку житлових наметів.
- 29 травня на пошуки машини Мазурука відправився екіпаж Молокова. Не знайшовши, повернулися назад, якраз і радіотелефонний зв'язок з зниклої машиною був відновлений.
- 30 травня Москва передавала по радіо спеціальний концерт для всіх учасників експедиції.
- 31 травня Сима Іванов встановив через потужну радіостанцію Діксона на хвилі 33 метри прямий радіотелефонний зв'язок з Москвою (штаб-квартирою Головпівнморшляху).
- 1 червня закінчили монтаж наметів і приладів для гравітаційних спостережень.

Шмідт розробив математичні методи визначення напрямку і швидкості дрейфу криги. Уже тоді, спостерігаючи характер дрейфу, Шмідт зробив висновок, що крижину винесе до берегів Гренландії.
- 3 червня Шмідт розпорядився вислати криголам з колесами (шасі) для експедиції. У цей день крижина з експедицією перетнула 89-у паралель.
- 4 червня Ширшов закінчив виготовлення саморобної  лебідки для проведення гідрологічних вимірювань (стаціонарна була в машині Мазурука). Відразу ж взяли гідрологічну станцію: температура води на глибині 300 м - + 0,62 ° C; 500 - + 0,42 ° C; 1000 - -0,17 ° C. Всього було взято 15 горизонтів. В цей же день у гідрологічної майни Бронтман зловив рачка бокоплав а.
- 5 червня прилетів Мазурук, він привіз п'ятого папанинця (так охрестили відважну четвірку полярників) - пса Веселого. Тепер на полюсі перебувало 45 осіб. Вдень Рітсланд зловив  пуночку.
- 6 червня перед відльотом літаків відбувся прощальний мітинг (з співом « Інтернаціоналу») і підйомом прапорів (з державним гербом СРСР і портретом Сталіна) на честь відкриття станції «Північний полюс».

## Літаки повертаються
- О 3:42 ескадра лягла на зворотний курс.
- Близько 9 години всі машини, крім Алексєєва, сіли на о. Рудольф. Алексєєву не вистачило пального, і він сів на лід.
- Десь недалеко на північ (близько 100 км) на льоду сиділа машина Крузе, що забезпечувала метеозведеннями.
- 8 червня до Алексєєва з бункером палива вилетів Головін і вже пізно вночі (в районі був полярний день) всі три машини повернулися на базу о. Рудольфа.
- 16 червня переліт о. Рудольфа - Амдерма. Щоб забезпечити посадку літаків, місцевим робітникам (Амдерма) довелося на вантажівках привозити сніг на аеродром (літо - все розтануло).
- 19 червня в Амдерму пробився криголамний пароплав «Садко» з колесами (шасі) для літаків.

З Амдерми на Архангельськ вилетіли в той день, коли керований  В. П. Чкаловим АНТ-25 пролетів над Північним полюсом.
- 2:24 25 червня вилетіли з Архангельська. Сіли в  Калініні. О 5 годині сіли на  центральному аеродромі ім. Фрунзе (Москва). Зустрічав уряд. З промовами виступили Шмідт і Водоп'янов. Потім тріумфальний проїзд учасників експедиції через Москву до  Великого Кремлівського палацу, де в Георгіївському залі відбувся святковий прийом-вечеря, а потім концерт.

## Дрейф
Розмір крижини: 3x5 км, товщина 3 м. Щомісяця в Москву відправлялися звіти про виконану наукову роботу.
З кінця січня 1938 року крижина безперервно зменшувалася, і незабаром полярникам довелося послати радіограму:

«В результаті шестиденного шторму в 8 ранку 1 лютого в районі станції поле розірвало тріщинами від півкілометра до п'яти. Знаходимося на уламку поля довжиною 300, шириною 200 метрів. Відрізані дві бази, також технічний склад ... Намітилася тріщина під житловий наметом. Будемо переселятися в сніговий будинок. Координати повідомлю додатково сьогодні; в разі втрати зв'язку просимо не турбуватися».

На порятунок четвірки були спрямовані: літак льотчика Власова, пароплав «Мурманець», а потім і криголами Мурман» та «Таймир». Останні два і зняли папанинців з крижини.
«...У цей час ми залишаємо крижину на координатах 70 градусів 54 хвилини північної, 19 градусів 48 хвилин вестової і пройшовши за 274 доби дрейфу понад 2500 км. Наша радіостанція перша повідомила звістку про підкорення Північного полюса, забезпечила надійний зв'язок з Батьківщиною і цієї телеграмою закінчує свою роботу». 

## Підсумки

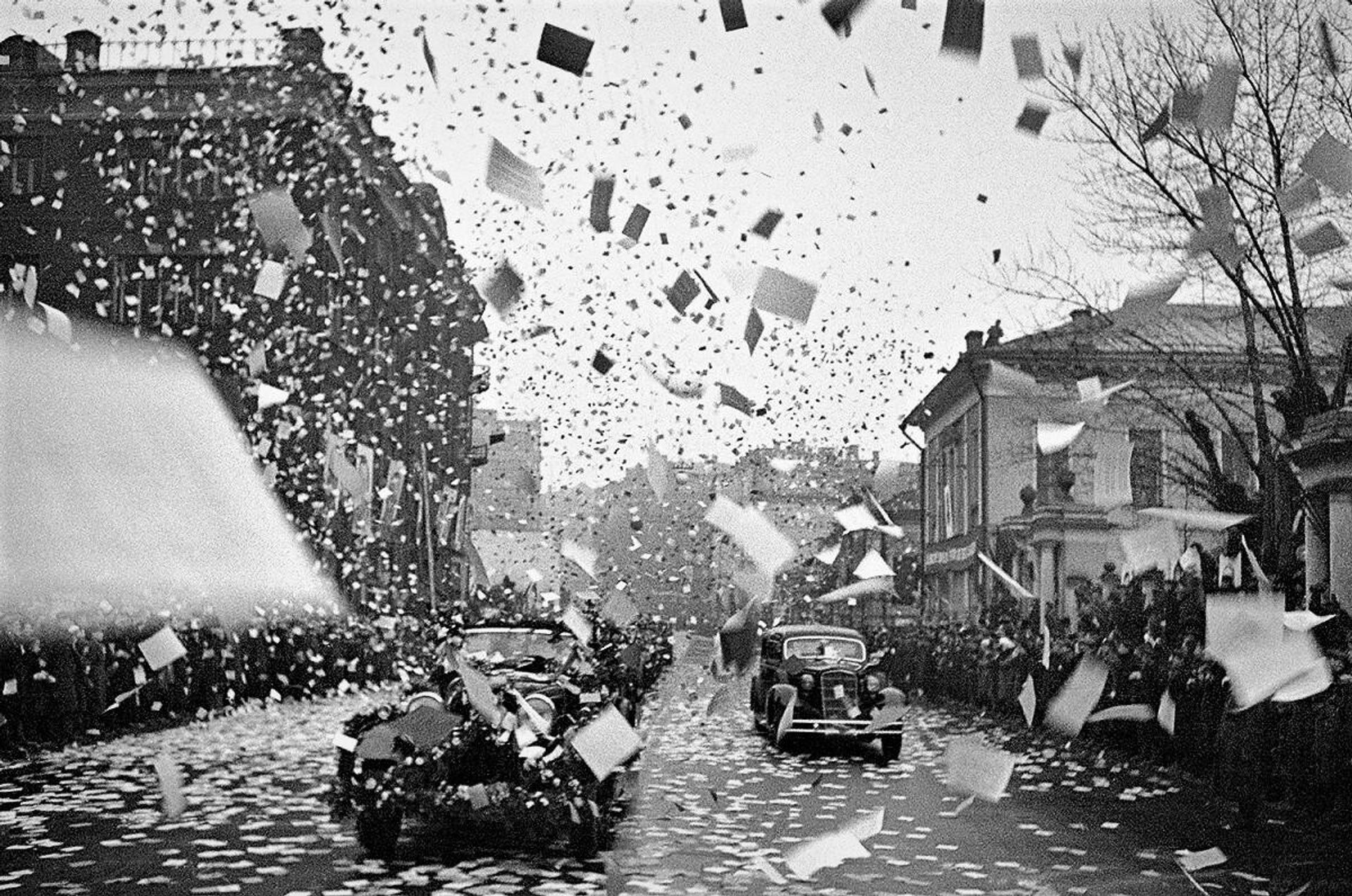
Москвичі зустрічають учасників експедиції Північний полюс-1. Фото П. Трошкіна

Наукові результати, отримані в унікальному дрейфі, були представлені Загальним Зборам  АН СРСР 6 березня 1938 року й отримали високу оцінку фахівців. Всім учасникам експедиції були присвоєні вчені ступені  докторів географічних наук.
За видатний подвиг в справі освоєння Арктики всім чотирьом полярникам було присвоєно звання Героя Радянського Союзу.
Також це звання було присвоєно льотчикам, які доставили експедицію на Північний полюс - А. Д. Алексєєву, П. Г. Головіну, І. П. Мазуруку і М. І. Шевельову.
Літаки для експедиції (5 штук) формально були взяті в оренду в Уряду. Згідно з розповіддю М. І. Шевельова, коли після закінчення експедиції обговорювалося питання, що робити з оплатою літаків, йому було сказано, що фільм «На Північному полюсі», знятий  М. Трояновським, приніс дохід у валюті, що кілька разів покриває всі витрати на експедицію і, таким чином, фінансове питання далі не обговорювалося.

## Пам'ять

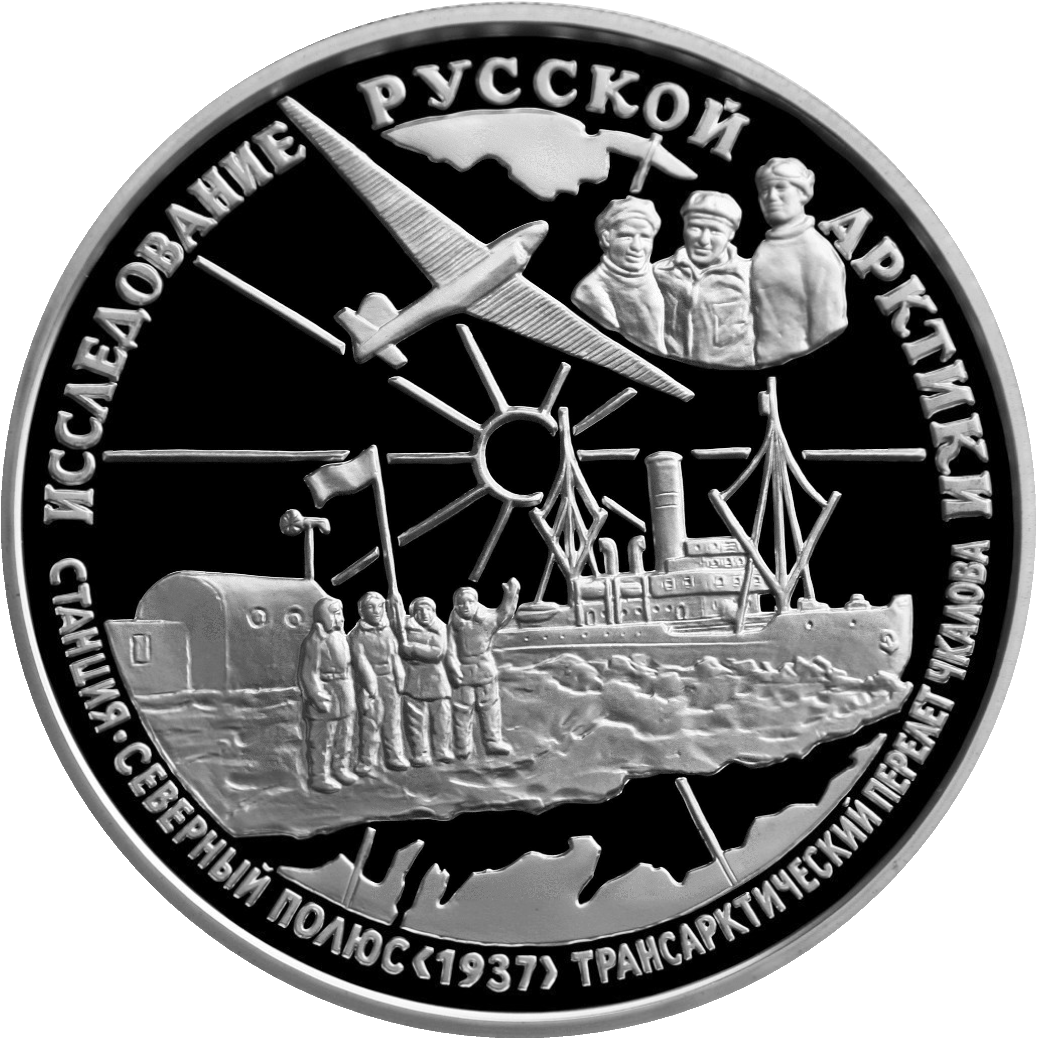
Пам'ятна монета «трансарктичний переліт В. П. Чкалова» (реверс)

- У  1995 році Банком Росії в серії «Дослідження Російської Арктики» випущена пам'ятна монета номіналом 25 руб., присвячена станції.
- У  1938 році була випущена серія марок «Повітряна експедиція на Північний полюс в 1937 р.», присвячена відкриттю першої в світі дрейфуючої станції «Північний полюс-1». На перших двох марках цієї серії (номіналом 10 і 20 коп.) Вказано маршрут перельоту чотирьох полярників на станцію. Третя і четверта марки (номіналом 40 і 80 коп.) зображують прапор СРСР на Північному полюсі [3].

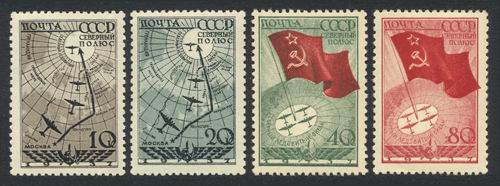
1938 рік: Серія марок, присвячених дрейфуючій станції «СП-1»

## Фільм
- ЦСДФ (РЦСДФ) (1987). «Из жизни на «Северном Полюсе». Документальний фільм.  На 49 хвилині. {{cite episode}}: Пропущений або порожній |series= (довідка)